# Mark Paterson (ingénieur du son)
Pour les articles homonymes, voir Paterson.
Mark Paterson est un mixeur britannique.

## Filmographie (sélection)
- 2004 : Hôtel Rwanda (Hotel Rwanda) de Terry George
- 2005 : Dead Fish de Charley Stadler
- 2006 : Les Fils de l'homme (Children of Men) d'Alfonso Cuarón
- 2009 : Sherlock Holmes de Guy Ritchie
- 2010 : The American d'Anton Corbijn
- 2010 : Another Year de Mike Leigh
- 2011 : Winnie l'ourson (Winnie the Pooh) de Stephen J. Anderson et Don Hall
- 2012 : Les Misérables de Tom Hooper
- 2012 : La Colère des Titans (Wrath of the Titans) de Jonathan Liebesman
- 2014 : Divergente (Divergent) de Neil Burger
- 2016 : The Boyfriend : Pourquoi lui ? (Why Him?) de John Hamburg
- 2016 : SOS Fantômes (Ghostbusters) de Paul Feig

## Distinctions

### Récompenses
- Oscars 2013 : Oscar du meilleur mixage de son pour Les Misérables
- BAFTA 2013 : British Academy Film Award du meilleur son pour Les Misérables